# Conseil des XV
Ne doit pas être confondu avec Quartier du Conseil des XV.
Le Conseil des XV était l'un des trois conseils qui gouvernaient l'ancienne République de Strasbourg.

## Histoire
Ce conseil, créé en 1433, était composé de cinq nobles et de dix bourgeois.
Il était responsable des affaires intérieures, notamment des finances publiques. 
La ville de Strasbourg mit en place un certain nombre d'institutions qui répartissaient le pouvoir entre :
- Un ammestre bourgeois, élu pour une année ;
- Quatre stettmestres nobles, élus pour deux ans et régents pendant un trimestre ;
- Trois conseils :
  - le Conseil des XIII
  - le Conseil des XV
  - le Conseil des XXI
- Vingt corporations de métiers.

L'ensemble de ces institutions formaient le Magistrat, institution collective dont le pouvoir fut largement diminué, au XVIIe siècle, lors de la prise progressive de pouvoir en Alsace par l'administration royale, sous le règne de Louis XIV. 
Un quartier de Strasbourg porte le nom de quartier du Conseil des XV.

## Composition
Les XV devant traiter des affaires de nature variée, ses membres sont spécialisés dans un domaine spécifique et prennent les titres correspondants suivants :
- Apoteckerherr : affaires en lien avec les apothicaires ;
- Barchetherr : affaires en lien avec la production et le commerce de la futaine ;
- Bauherr : affaires liées à la construction et à l’entretien des bâtiments ;
- Druckerherr, Truckerherr : responsable de la censure ;
- Gartenherr : affaires liées aux baux agricoles ;
- Holzherr : affaires liées au commerce du bois ;
- Jägerherr : affaires liées à la chasse ;
- Kaufhausherr : gestion de la « douane » (stockage et taxation des marchandises) ;
- Kohlenherr : affaires liées au charbon ;
- Kornherr : affaires liées au commerce des céréales ;
- Küchenmeister : responsable de la cuisine du Magistrat ;
- Losungherr : responsable du contrôle de la monnaie ;
- Müllerherr : affaires liées aux moulins ;
- Müntzherr : responsable de la Monnaie ;
- Ohlman : affaires liées à la production et au commerce de l’huile ;
- Saltzherr : affaires liées au sel ;
- Schulherr : administration de la Haut-École ;
- Unschlittherr : affaires liées au suif ;
- Vogelherr : affaires liées aux prés et à la chasse aux oiseaux ;
- Wechselherr : affaires liées au change de la monnaie ;
- Weinherr : affaires liées au commerce du vin ;
- Würtzherr : responsable du contrôle des épices[1].